# Xiphosomella pirri
Xiphosomella pirri är en stekelart som beskrevs av Ian D. Gauld 2000. Xiphosomella pirri ingår i släktet Xiphosomella och familjen brokparasitsteklar. Inga underarter finns listade i Catalogue of Life.